# Dactylispa rufescens
Dactylispa rufescens là một loài bọ cánh cứng trong họ Chrysomelidae. Loài này được Shirôzu miêu tả khoa học năm 1957.